# Бордж-е Ейваз
Бордж-е Ейваз (перс. برج عيوض) — село в Ірані, у дегестані Заліян, у бахші Заліян, шагрестані Шазанд остану Марказі. За даними перепису 2006 року, його населення становило 0 осіб.

## Клімат
Середня річна температура становить 10,30 °C, середня максимальна – 29,60 °C, а середня мінімальна – -12,52 °C. Середня річна кількість опадів – 290 мм.
| Клімат поселення                              | Клімат поселення | Клімат поселення | Клімат поселення | Клімат поселення | Клімат поселення | Клімат поселення | Клімат поселення | Клімат поселення | Клімат поселення | Клімат поселення | Клімат поселення | Клімат поселення | Клімат поселення |
| Показник                                      | Січ.             | Лют.             | Бер.             | Квіт.            | Трав.            | Черв.            | Лип.             | Серп.            | Вер.             | Жовт.            | Лист.            | Груд.            |                  |
| Середній максимум, °C                         | 5,00             | 7,18             | 10,97            | 17,78            | 23,02            | 27,90            | 29,41            | 29,60            | 24,60            | 18,37            | 11,75            | 6,44             |                  |
| Середня температура, °C                       | −3,77            | −1,59            | 2,20             | 9,02             | 14,26            | 19,14            | 23,43            | 23,61            | 18,62            | 12,38            | 5,76             | 0,46             |                  |
| Середній мінімум, °C                          | −12,52           | −10,36           | −6,56            | 0,26             | 5,49             | 10,37            | 17,44            | 17,64            | 12,64            | 6,40             | −0,22            | −5,53            |                  |
| Норма опадів, мм                              | 45               | 39               | 53               | 39               | 34               | 7                | 1                | 1                | 1                | 5                | 26               | 39               |                  |
| Середньомісячна швидкість вітру, м/с          | 1.25             | 2.20             | 2.72             | 2.70             | 2.44             | 2.31             | 2.24             | 2.16             | 2.20             | 1.93             | 1.90             | 1.23             |                  |
| Середньомісячна сонячна радіація, кДж/м²·день | 9495             | 12588            | 15233            | 18457            | 22476            | 27092            | 26017            | 24246            | 21428            | 16030            | 11226            | 9218             |                  |
| --------------------------------------------- | ---------------- | ---------------- | ---------------- | ---------------- | ---------------- | ---------------- | ---------------- | ---------------- | ---------------- | ---------------- | ---------------- | ---------------- | ---------------- |
| Джерело:                                      |                  |                  |                  |                  |                  |                  |                  |                  |                  |                  |                  |                  |                  |